# Sylvie Le Bihan
Pour les articles homonymes, voir Le Bihan.
Sylvie Le Bihan, née le 30 août 1966 à Nice, est une écrivaine française, également directrice de projets des restaurants Pierre Gagnaire à l'étranger.
Elle collabore à de nombreux projets sur les violences faites aux femmes et aux hommes.

## Biographie

### Famille et formation
Née d'un père diplomate, travaillant au ministère de l'Éducation nationale et d'une mère visiteuse médicale, Sylvie Le Bihan a un frère.
Elle étudie le droit administratif à l'Institut d'études politiques de Strasbourg (1983-1987) et est titulaire d'une maîtrise de science politique à l'université des Sciences et Technologies de Lille (1996-1997).

### Parcours professionnel
Après un passage chez Elf Aquitaine à la direction de la communication et dans le groupe Auchan, elle part à Londres pour être « chasseuse de têtes » dans la finance. Elle passe 14 ans entre Londres et New York.
Depuis 2004, elle est responsable des projets des restaurants Pierre Gagnaire à l'étranger.

### Écriture
Elle publie son premier livre chez Flammarion en 2013, Petite bibliothèque du gourmand, avec une préface rédigée par son mari Pierre Gagnaire.
Son premier roman, L'Autre, est publié aux éditions du Seuil en 2014 et reçoit plusieurs prix (prix du premier roman de La Forêt des Livres, prix du premier roman de Chambéry...).
En 2015, son deuxième roman Là où s'arrête la terre est publié aux éditions du Seuil, ainsi que, en 2017, le suivant, Qu'il emporte mon secret. Encensé par la critique[réf. nécessaire], ce livre raconte sa vie après qu'en juillet 1983, alors qu'elle est monitrice de colonie de vacances, elle est agressée et violée par trois hommes.
En 2019 sort son quatrième roman, Amour propre, aux éditions Jean-Claude Lattès, qui reçoit plusieurs prix[réf. nécessaire] ; récit d'une mère qui part se réfugier dans la villa Malaparte à Capri afin de prendre le temps de revenir sur les années qu'elle a passées à élever ses enfants.
En 2022, son cinquième roman "Les Sacrifiés", paru aux Éditions Denoël, une épopée espagnole des années 30 qui retrace la vie de Federico Garcia Lorca, de La Argentinita et du matador Ignacio Sanchez Meijias durant la guerre d'Espagne, est sélectionné pour plusieurs prix dont le Prix Renaudot.

### Vie privée
Sylvie Le Bihan est mère d'une fille née en 1995, et de jumeaux nés en 1998.
Elle a épousé Pierre Gagnaire en 2007.

## Publications
- Petite bibliothèque du gourmand (préf. Pierre Gagnaire), éditions Flammarion, 16 octobre 2013, 289 p. (ISBN 978-2-08-128950-5)
- L'Autre : roman, Paris, éditions du Seuil, 2 mai 2014, 216 p. (ISBN 978-2-02-117567-7)
- Là où s'arrête la terre : roman, Paris, éditions du Seuil, 2 avril 2015, 290 p. (ISBN 978-2-02-123618-7)
- Qu'il emporte mon secret : roman, Paris, éditions du Seuil, 12 janvier 2017, 138 p. (ISBN 978-2-02-133756-3)
- Amour propre : roman, Paris, JC Lattès, 2019, 278 p. (ISBN 978-2-7096-6413-4 et 2-7096-6413-5, OCLC 1089576051, lire en ligne)
- Les Sacrifiés: roman, Paris Éditions Denoël, 2022, 373p.

### Presse
- Pascal Louvrier, « Avec Sylvie Le Bihan, Capri n'est pas fini », sur Causeur, 16 mars 2019 (consulté le 29 janvier 2020)
- https://madame.lefigaro.fr/celebrites/sylvie-le-bihan-raconte-sa-nuit-dapocalypse-030317-130191
- https://www.parismatch.com/Culture/Livres/Sylvie-Le-Bihan-ce-si-lourd-secret-1163066
- Catherine Durand et Corine Goldberger, « Sylvie Le Bihan  : “J’avais 17 ans, ils étaient trois.” », sur marieclaire.fr, 2 mars 2017 (consulté le 31 décembre 2023)
- https://www.lefigaro.fr/livres/sylvie-le-bihan-la-douce-enragee-20190517
- Bernard Pivot, « "La fuite à Capri", la chronique de Bernard Pivot », sur lejdd.fr (consulté le 29 janvier 2020)
- « Renaissance italienne », sur LExpress.fr, 24 mars 2019 (consulté le 29 janvier 2020)
- « Les Sacrifiés, Sylvie Le Bihan (par Philippe Chauché) », sur lacauselitteraire.fr (consulté le 31 décembre 2023)
- « L’Espagne en ébullition de Sylvie Le Bihan », Les Échos,‎ 25 septembre 2022 (lire en ligne, consulté le 31 décembre 2023)
- Sèrgi Javaloyès, « « Les Sacrifiés », le roman des années terribles de l’Espagne » , sur larepubliquedespyrenees.fr, La République des Pyrénées, 27 février 2023 (consulté le 31 décembre 2023)
- Alexandre Fillon, « Littérature  : « Les Sacrifiés » de Sylvie Le Bihan, dans l’arène de l’amour et de la mort » , sur sudouest.fr, 27 octobre 2022 (consulté le 31 décembre 2023)